# Rice-Index
Der Rice-Index zeigt das Maß an Übereinstimmung innerhalb einer Gruppe an.
Die Formel wird in den Sozialwissenschaften häufig benutzt.
Es ist das Verhältnis der Differenz zwischen Mehrheit und Minderheit zur Summe von Mehrheit und Minderheit. Dieser so genannte Rice-Index (RI) ist ein Maß für Übereinstimmung und kann Werte zwischen 0 (= Pattsituation) und 1 (= Konsens) annehmen.
{\displaystyle RI={\frac {|{\text{Ja}}-{\text{Nein}}|}{{\text{Ja}}+{\text{Nein}}}}}
Ja = Absolute Anzahl der Ja-Stimmen, Nein = Absolute Anzahl der Nein-Stimmen.
Der Rice-Index wurde 1924 von Stuart Arthur Rice entwickelt, er veröffentlichte sie 1928 in seiner Schrift „Quantitative Methods in Politics“. Rice konzipierte und benannte zwei Messmethoden für das Gruppenverhalten: einen Index des Gruppenzusammenhalts (englisch: index of group cohesion) und einen Index der Gruppenähnlichkeit (englisch: index of group likeness).
Rice’ „Index of Voting Likeness“ ist der absolute Unterschied zwischen der Anzahl der Ja- und Nein-Stimmen der Mitglieder einer Partei, dividiert durch die Summe der Ja- und Nein-Stimmen. Ein Problem mit dem Rice-Index besteht jedoch im Europäischen Parlament, da die Abgeordneten drei Wahlmöglichkeiten haben: Ja, Nein und Enthalten. Wenn zum Beispiel eine Partei auf zehn Ja-Stimmen, zehn Nein-Stimmen und 100 Enthaltungen kommen, würde der Rice-Index die Partei als vollständig geteilt (0,000) messen.
Mit dem Rice Index of Cohesion lässt sich etwa der soziale Zusammenhalt (Kohäsion) innerhalb einer politischen Partei messen, bei dem der Anteil der Stimmen-Enthaltungen und der abweichenden Stimmen vom Anteil der Ja-Stimmen abgezogen wird, die die Fraktionsmehrheit repräsentieren.
Trotz der Kritik, der sie seit der 1920er ausgesetzt waren, liefern diese Messmethoden weiterhin eine einzigartige Möglichkeit zur Untersuchung des legislativen Wahlverhaltens. Im Kontext der aktuellen Methodologie ergibt sich die Singularität von Rice’ Unterscheidung zwischen der Messung des Gruppenverhaltens, wofür seine Indexe entworfen wurden, und der Messung des individuellen Verhaltens, wie sie durch Korrelationen (Guttman-Skala) und Faktorenanalyse ermittelt wird.